# Triumph Model P
Het Triumph Model P was een 500cc-motorfiets die het Britse merk Triumph produceerde van 1925 tot 1927. Het model was zeer goedkoop, maar het redde Triumph uit een benarde financiële situatie. De winstmarge was zo klein, dat Triumph pas bij 20.000 verkochte exemplaren winst begon te maken.

## Voorgeschiedenis
Triumph had in 1915 haar ontwerper Charles Hathaway verloren toen hij plotseling overleed. Hathaway had nog wel het 550cc-Triumph Model H ontwikkeld, dat tijdens de Eerste Wereldoorlog het merk Triumph hielp te overleven doordat er ongeveer 30.000 exemplaren werden verkocht aan de geallieerde legers. Na de oorlog kon Triumph nog even verder door ex-militaire motorfietsen terug te kopen, op te knappen en weer te verkopen en door het Model H van volledige kettingaandrijving te voorzien waardoor het Model SD ontstond. Men bracht de sportieve Triumph Ricardo-serie uit in samenwerking met Frank Halford en Harry Ricardo, maar het lichte Model LS flopte omdat het was ontwikkeld door de auto-ontwerper Frank Parnell. Vooral het rijwielgedeelte van dit model kreeg veel kritiek en het werd nauwelijks verkocht. Daar kwam nog bij dat de Triumph Ricardo-motor ook veel te sterk was voor zijn frame en weinig succes had. In 1925 verkeerde Triumph in grote financiële problemen.

## Model P
| Model P uit 1925 |
| De rechterkant van het blok met de kleppen, de aandrijving van de ontstekingsmagneet en de twin barrel-carburateur                |
| De linkerkant van het blok met op het krukasuiteinde de "bult" van de transmissiedemper en aan de voorkant de ontstekingsmagneet. |

Met het Model P maakte Triumph een vlucht naar voren. Met uitzondering van de kleinere cilinderinhoud week het nauwelijks af van het Model SD, maar het werd verkocht voor 42 pond, 17 shilling en 6 pence. Het Model SD kostte bijna het dubbele: 83 pond, maar ook machines van concurrenten waren veel duurder en een aantal kleine producenten overleefden de aanval van Triumph niet. De productie steeg al snel tot 1.000 machines per week en uiteindelijk, samen met de vrijwel identieke opvolgers Model N en NP, waren er 55.000 machines geleverd. Het Model P kende wat kritiekpunten. Met name de koppeling, de wat zwakke voorvork en de trommelrem in het voorwiel waren zwakke punten, maar er was niet echt bezuinigd op de constructie. Waar men dat kon verwachten waren onderdelen vernikkeld en de machine had een bagagerek, een voor- en een achterwielstandaard en een tasje met boordgereedschap. Het Model P stond van 1925 tot 1927 in de catalogus, maar in 1927 werden de machines alleen op de Britse markt verkocht. De machine was met zijn lage prijs populair voor woon-werkverkeer maar ook als zijspantrekker.

### Motor
De motor was een dwarsgeplaatste staande eencilinderzijklepmotor. De kleppen zaten aan de rechterkant van het motorblok en het nokkenwiel dreef via een kettinkje ook de ontstekingsmagneet aan. De brandstofvoorziening geschiedde met de door Triumph zelf ontwikkelde twin barrel-carburateur. De machine werd gesmeerd door een total loss-smeersysteem waarvan de olie in een apart compartiment van de tank zat. De berijder moest regelmatig een klap op het handpompje geven om de motor te smeren.

### Transmissie
Aan de linkerkant van de krukas zat de primaire ketting die de koppeling en de versnellingsbak aandreef. De schroefveer-transmissiedemper zat op het uiteinde van de krukas. De Triumph-drieversnellingsbak was bevestigd met vier bouten met sleufgaten, zodat hij kon worden verschoven om de primaire ketting te spannen. Op de versnellingsbak zat de kickstarter. De schakelpook zat rechts, niet naast de tank, maar met een goedkopere constructie aan de rechter framebuis. De secundaire aandrijving verliep via een lange ketting onder een klein kettingschermpje.

### Rijwielgedeelte
Het rijwielgedeelte was het gebruikelijke open brugframe met de motor als dragend deel. De voorvering werd verzorgd door een Druid-parallellogramvork, achtervering was er niet. De trommelrem in het voorwiel voldeed niet goed, maar dat werd goed gemaakt door de enorme poelie van de dummy belt rim brake achter. De achterrem werd in die tijd nog als de belangrijkste rem beschouwd.

## Einde productie
In 1927 werd het Model P opgevolgd door het vrijwel identieke, maar verbeterde Model N, maar op de Britse markt bleef het Model P in dat jaar nog leverbaar.